# Veronika Remišová
Veronika Remišová (Žilina, 31 maggio 1976) è un'insegnante e politica slovacca, vicepresidente del Consiglio e ministro per gli investimenti e lo sviluppo regionale del governo Matovič e del governo Heger.

## Biografia
Veronika Remišová ha studiato all'Alta scuola di arti musicali di Bratislava dove ha conseguito il baccellierato (Mgr. art.) e la laurea ArtD.. Successivamente ha ottenuto due master alla Sorbona di Parigi e al Collège d'Études Interdisciplinaires di Bruxelles. Ha lavorato alla Commissione europea, occupandosi del programma per i giovani e per le politiche dell'istruzione. Ritornata in Slovacchia, ha insegnato all'Università Comenio di Bratislava.
Ha iniziato a occuparsi di politica come consigliera nel municipio di Bratislava-Staré Mesto dal 2014 al 2019, come candidata della coalizione fra KDH, Most-Híd, Nova, SaS, OĽaNO e KDS. Ottenne 507 voti.
Nel 2014 fu candidata da OĽaNO alle elezioni europee al 7º posto nella lista. Ottenne il secondo maggior numero di preferenze nella sua lista, insufficiente per potere entrare in parlamento, perché OĽaNO ottenne un solo seggio.
Alle Elezioni parlamentari del 2016 ottenne 71 618 preferenze, terzo maggior numero di consensi nella lista di OĽaNO alle spalle di Igor Matovič e di Daniel Lipšic. Al Consiglio nazionale della Repubblica Slovacca è stata vicepresidente della commissione per l'istruzione, la scienza, la gioventù e lo sport, membro supplente della delegazione permanente del Consiglio nazionale della Repubblica slovacca presso l'Assemblea parlamentare del Consiglio d'Europa e capo della delegazione permanente del Consiglio nazionale della Repubblica slovacca presso l'Organizzazione per la cooperazione e lo sviluppo economico.
Alle Elezioni parlamentari del 2020 si è candidata per il partito Per il Popolo, ottenendo 81 395 preferenze, il secondo maggior numero di voti nella sua lista. il 9 marzo è subentrata ad Andrej Kiska come vicepresidente del partito.